# Olave Baden-Powell
Olave St. Clair Baden-Powell (Chesterfield, 22 febbraio 1889 – Bramley, 25 giugno 1977) è stata un'educatrice inglese, moglie di Robert Baden-Powell e capo del movimento mondiale delle Guide.
Olave nacque lo stesso giorno di suo marito, con cui coltivava la comune passione per lo scautismo; infatti fu lei a guidare per anni il guidismo, il movimento femminile corrispondente allo scautismo. Anche dopo la morte del marito rimase per decenni un punto di riferimento per gli scout e per le guide.

## Biografia

### Giovinezza e l'incontro con B.-P.
Olave era la figlia minore di Harold Soames, proprietario di una fabbrica di birra ed artista. Venne educata in casa da suo padre, sua madre (Katharine Hill), e da numerose istitutrici. Olave fu molto attiva negli sport all'aperto, in particolare tennis, nuoto, calcio, pattinaggio e canoa. Suonava anche il violino.
Nel gennaio 1912 Olave incontrò Robert Baden-Powell, eroe di guerra e fondatore degli Scout e delle Guide sul transatlantico Arcadia in rotta per New York, dove si recava per uno dei suoi viaggi di promozione dello scautismo. Lei aveva 23 anni, lui 55, ed erano nati entrambi il 22 febbraio. Si fidanzarono in settembre dello stesso anno, fra l'interesse della stampa. Per evitare intrusioni di giornalisti, si sposarono in segreto il 30 ottobre 1912. Ogni scout ed ogni guida d'Inghilterra e del mondo donò un penny per contribuire a comperare un regalo di nozze, un'auto (notare che non è la Rolls Royce che fu invece donata loro nel 1929).
I Baden-Powell ebbero tre figli, un maschio e due femmine, che ebbero il titolo di cortesia di "onorevole" ("Honourable") nel 1929; il primo figlio successe al padre ereditandone il titolo di Barone nel 1941:
- Peter, che divenne poi il secondo Barone Baden-Powell (1913-1962), ebbe due figli ed una figlia;
- Heather Baden-Powell (1915-1986), ebbe due figli;
- Betty Baden-Powell (1917-2004) che sposò nel 1936 Gervas Charles Robert Clay (nato nel 1912), ed ebbe tre figli e una figlia.

Durante la prima guerra mondiale, Olave lasciò i figli per aiutare lo sforzo bellico in Francia.

### Guidismo
Olave divenne Commissaria di Contea delle Guide nel 1916, Capo Guida nel 1918 e fu eletta Capo Guida del Mondo nel 1930. Nello stesso anno ricevette il titolo di Gran Dama dell'Impero Britannico da Giorgio V. Suo padre le comprò anche la residenza di Pax Hill, vicino Bentley, nell'Hampshire. Visse lì con il marito dal 1918 al 1939. Nel 1932 ricevette il titolo di Dama di Gran Croce dell'Eccellentissimo Ordine dell'Impero Britannico (GBE) da Giorgio V. Oltre a contribuire fortemente allo sviluppo del movimento del guidismo, visitò 111 nazioni durante la sua vita, sia per partecipare ai jamboree mondiali sia per far visita alle associazioni nazionali di Guide. Nell'ottobre del 1939, Olave si trasferì in Kenya con suo marito, che morì lì l'8 gennaio 1941.
Nel 1942 sfidò gli U-Boot tedeschi per rientrare in patria, in un appartamento in Hampton Court Palace, dove visse fra il 1943 ed il 1976. La residenza di Pax Hill, infatti, era stata requisita dalle forze armate canadesi. Per tutta la seconda guerra mondiale visitò tutta la Gran Bretagna. Fortunatamente, era fuori quando una bomba V2 danneggiò il suo appartamento nel 1944. Appena possibile, dopo il D-Day, si recò in Francia e alla fine della guerra attraversò tutta l'Europa per aiutare la rinascita dello scautismo e del guidismo. Essendo stata colpita da infarto nel 1961, i medici le vietarono ogni viaggio. All'età di 80 anni, nel 1970, le fu diagnosticato il diabete.
Olave morì il 25 giugno 1977 a Birtley House, Bramley. Le sue ceneri furono portate in Kenya, per essere poste a fianco del marito. Le sopravvivevano le sue due figlie. In sua memoria fu costruito l'Olave Centre per le guide, a nord di Londra. Qui si trovano il Bureau Mondiale del Guidismo ed il centro mondiale Pax Lodge. Tutto il centro fu in seguito trasferito vicino Hampstead Heath, ancor più vicino al centro di Londra. Pax Lodge è anche un ostello a disposizione di tutte le Guide che si recano a Londra. Gli Scout e le Guide celebrano il 22 febbraio col nome di Thinking Day ricordando i compleanni congiunti di Robert ed Olave Baden-Powell, per ricordare e celebrare l'opera del Capo Scout e della Capo Guida.

## Ascendenza
|                     |             |                         | Genitori                   |  |  | Nonni         |  |  | Bisnonni     |  |
|                     |             |                         |                            |  |  | Arthur Soames |  |  | James Soames |  |
|                     |             |                         |                            |  |  | Arthur Soames |  |  | James Soames |  |
|                     |             | Eliza Desanges          |                            |  |  | Arthur Soames |  |  |              |  |
| Harold Soames       |             |                         |                            |  |  | Arthur Soames |  |  |              |  |
|                     |             | Anna Amelia Gilstrap    | Joseph Gilstrap            |  |  |               |  |  |              |  |
|                     |             | Anna Amelia Gilstrap    | Joseph Gilstrap            |  |  |               |  |  |              |  |
|                     |             | Anna Amelia Gilstrap    | Elizabeth Welsh            |  |  |               |  |  |              |  |
| Olave Soames        |             | Anna Amelia Gilstrap    |                            |  |  |               |  |  |              |  |
|                     | George Hill | James Haydock Hill      |                            |  |  |               |  |  |              |  |
|                     | George Hill | James Haydock Hill      |                            |  |  |               |  |  |              |  |
|                     | George Hill | Ann Gauntlett           |                            |  |  |               |  |  |              |  |
| Katharine Mary Hill | George Hill |                         |                            |  |  |               |  |  |              |  |
|                     |             | Georgina Marian Wilkins | George Wilkins             |  |  |               |  |  |              |  |
|                     |             | Georgina Marian Wilkins | George Wilkins             |  |  |               |  |  |              |  |
|                     |             | Georgina Marian Wilkins | Amelia Auriol Hay-Drummond |  |  |               |  |  |              |  |
|                     |             | Georgina Marian Wilkins |                            |  |  |               |  |  |              |  |

## Biografia
- Eileen Kirkpatrick Wade, Olave Baden-Powell. The authorised biography of the World Chief Guide, Hodder and Stoughton, 1971, ISBN 0340107197.
- Olave Baden-Powell, Window on My Heart: The Autobiography of Olave, Lady Baden-Powell, GBE, As told to Mary Drewery, Online reproduction, Hodder and Stoughton, 1973, (Digitised by Lewis P. Orans, April 2004). URL consultato il 22 marzo 2007 (archiviato dall'url originale il 9 giugno 2004). Ospitato su Pine Tree Web, with permission.
- Elizabeth Hartley, Olave Baden-Powell, The World Bureau, World Association of Girl Guides and Girl Scout, 1975.
- Jill E. Armitage, The Derbyshire Childhood of Olave Lady Baden-Powell G.B.E., Chesterfield, Storforth, 1995, ISBN 0952482010.
- Andrea Padoin, Il mio nome è Olave. La vita di Olave Baden-Powell raccontata alle guide, Riparto FSE di Scinò, 2006.
- Philippe Maxence, Olave Baden-Powell. L'aventure scoute au féminin, Paris, Artège, 2020, ISBN 9791033609643.
- Antonio F. Scalini, Robert e Olave Baden-Powell in Sicilia, Gravina di Catania, AGESCI Sicilia - Centro Studi e Documentazione, 2024, ISBN 9788894282030, SBN PBE0246251.